# Pietro Loredan
Pour les articles homonymes, voir Loredan.
Pietro Loredan est le 84e doge de Venise élu en 1567, son dogat dure jusqu'en 1570.
Pietro Loredan est élu surtout en raison des divisions des nombreux prétendants. Bien que d'un âge avancé, il n'en est pas moins efficace même s'il ne peut influer sur l'administration publique. Son dogat se passe tranquillement à l'exception de la dernière période quand un ultimatum des Turcs arrive à Venise qui demande la cession de Chypre. On prépare immédiatement la défense et les armées sont mises en alerte mais Loredan meurt moins de deux mois plus tard.

## Biographie
Pietro Loredan est le fils d'Alvise et d'Isabella Barozzi. Étant plus un marchand qu'un homme politique, il occupe des charges mineures, il est podestat de Vérone, avant de devenir vice-doge et d'être le sénateur le plus ancien à la mort de son prédécesseur. Veuf de Lucrezia Cappello depuis plusieurs années avec laquelle il a eu un fils, Alvise Loredan, il se retire de la vie publique et c'est à sa grande surprise qu'il est élu doge.

### Le dogat

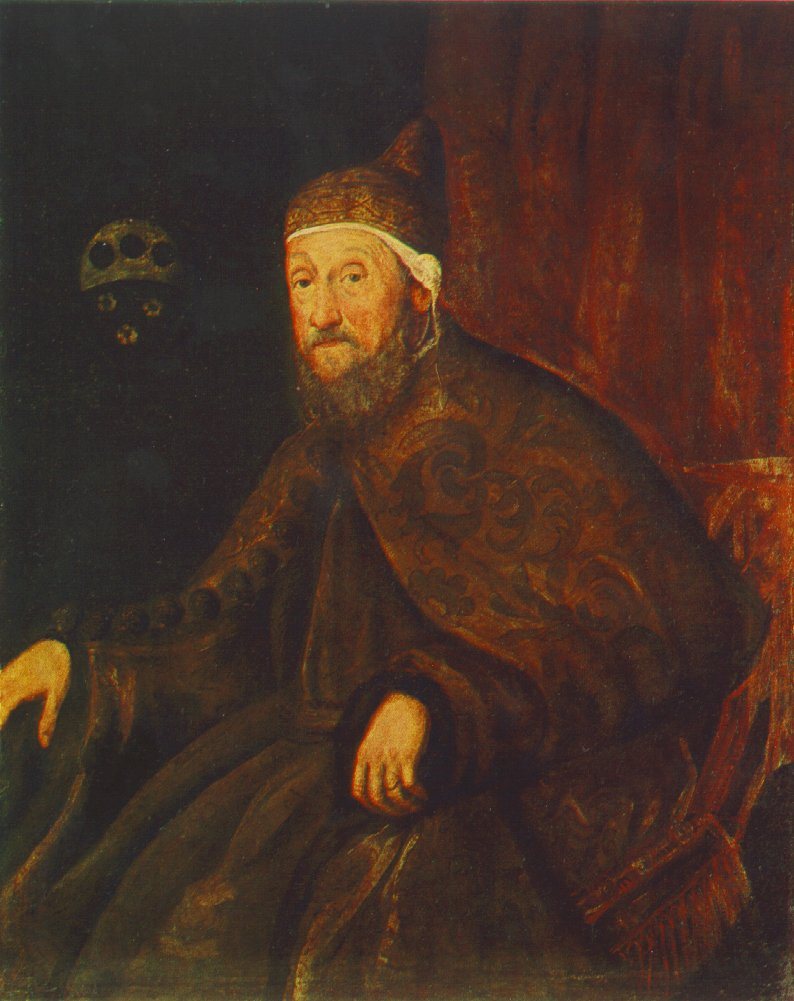
Portrait de Pietro Loredan par Le Tintoret vers 1570.

Le nom de Loredan est proposé par Alvise Ier Mocenigo, son successeur, qui, après de nombreux scrutins infructueux, trouve un compromis avec ses adversaires et préfère faire élire une personne âgée pour pouvoir lui succéder dans un second temps.
En 1568, il connait quelques problèmes avec le pape, qui exige que Venise expulse tous les non-catholiques de son territoire, chose inacceptable et c'est seulement après de longues négociations que la menace d'une excommunication est levée.
En 1569, cinq banques privées font faillite.
Le reste du dogat se passe sans accrocs jusqu'au 20 mars 1570 quand Sélim II, sultan des Turcs, envoie un ultimatum par lequel il exige que Venise lui cède Chypre. La république de Venise refuse et le doge fait un long discours appuyé aux diplomates turcs où il défend le point de vue de la cité agressée par un ennemi beaucoup plus fort. C'est donc la guerre.
Mais un incendie à l'arsenal et une longue période de paix ont affaibli les capacités militaire de Venise ; elle se lance alors dans un programme de réarmement énergique au point de disposer, un an plus tard, d'une flotte qui pèse lourd dans la victoire de la Sainte-Ligue à la bataille de Lépante (7 octobre 1571).
Au cours des derniers mois de son règne, une pénurie de céréales entraine une disette dont le doge est tenu pour responsable. À sa mort, le 3 mai 1570, on juge plus prudent de lui conférer des funérailles privées dans l'église San Giobbe afin d'éviter des heurts.

## Référence
- (it) Cet article est partiellement ou en totalité issu de l’article de Wikipédia en italien intitulé « Pietro Loredan » (voir la liste des auteurs).